# تومی بریگرین
تومی بریگرین (سوئدی: Thommy Berggren؛ زادهٔ ۱۲ اوت ۱۹۳۷) یک بازیگر اهل سوئد است.
از فیلم‌هایی که وی در آن نقش داشته‌است، می‌توان به الویرا مادیگان، ماجراجویان، آوگوست استریندبری: یک عمر و بچه‌های مرد شیشه‌گر اشاره کرد.